# 아케치역 (가니시)
아케치역(일본어: 明智駅)은 일본 기후현 가니시에 위치한 나고야 철도 히로미선의 철도역이다. 역 번호는 HM 07이며, 단선 · 섬식의 형태를 합친 2면 3선 구조의 복합 승강장을 갖춘 지상역이다.

## 타는 곳
| 1 | ■ 히로미 선 | -    |                                                    | 영업 운전 열차에는 사용되지 않음.  |
| 2 | ■ 히로미 선 | 하행 | 미타케 방면                                        | 신카니 역 방면으로부터의 모든 열차 |
| 3 | ■ 히로미 선 | 상행 | 신카니 · 신카니 환승 이누야마 · 나고야 · 기후 방면 | 미타케 방면으로부터의 모든 열차    |

## 이용 현황
| 연도 | 1일 평균 승차 인원 |
| ---- | ------------------ |
| 2007 | 607                |
| 2008 | 590                |
| 2009 | 543                |
| 2010 | 500                |
| 2011 | 471                |
| 2012 | 483                |
| 2013 | 460                |
| 2014 | 417                |
| 2015 | 425                |

## 역 주변
- 국도 제21호선
- 가니 시청 히로미 히가시 연락소
- 미타케 정청 후시미 출장소 · 후시미 공민관
- 아케치 성 터

## 인접 역
| 나고야 철도 히로미선       | 나고야 철도 히로미선 | 나고야 철도 히로미선   |
| -------------------------- | -------------------- | ---------------------- |
| HM 06 신카니 이누야마 방면 | ■ 히로미선           | 고도 HM 08 미타케 방면 |